# Saint-Bonnet-le-Château
Saint-Bonnet-le-Château ist eine französische Gemeinde mit 1.457 Einwohnern (Stand: 1. Januar 2022) im Département Loire in der Region Auvergne-Rhône-Alpes. Sie gehört zum Arrondissement Montbrison und zum Kanton Saint-Just-Saint-Rambert. Die Einwohner werden Cacamarlous oder Cacamerlots und Cacamerlotes oder Sambonitains und Sambonitaines genannt.

## Geografie
Die Gemeinde Saint-Bonnet-le-Château liegt in der historischen Landschaft Forez im Nordosten des Zentralmassivs, 30 Kilometer westlich von Saint-Étienne. Umgeben wird Saint-Bonnet-le-Château von den Nachbargemeinden Luriecq im Norden und Nordosten, La Tourette im Osten und Südosten sowie Saint-Nizier-de-Fornas im Süden und Westen. Durch die Gemeinde führt die frühere Route nationale 498 (heutige D498).

## Bevölkerungsentwicklung
| Jahr                       | 1962 | 1968 | 1975 | 1982 | 1990 | 1999 | 2011 | 2022 |
| -------------------------- | ---- | ---- | ---- | ---- | ---- | ---- | ---- | ---- |
| Einwohner                  | 2115 | 2280 | 2243 | 1905 | 1687 | 1562 | 1583 | 1457 |
| Quellen: Cassini und INSEE |      |      |      |      |      |      |      |      |

## Sehenswürdigkeiten
- Stift Saint-Bonnet, 1225 bereits erwähnt, 1400 erbaut
- Stiftskirche Saint-Bonnet, seit 1922 als Monument historique klassifiziert
- Kapelle der Bruderschaft der „Weißen Büßer“ (französisch Penitents blancs) aus dem 18./19. Jahrhundert
- Ehemaliges Ursulinenkloster aus dem 17. Jahrhundert, Kapelle ist seit 1945 Monument historique
- Oratorium Notre-Dame-de-Bon-Secours aus dem 18. und 19. Jahrhundert
- Haus aus dem 16. Jahrhundert an der Place des Fours-Banaux, Tourelle und Dächer sind seit 1945 Monument historique
- Haus aus dem 16. Jahrhundert an der Rue de la Châtelaine, seit 1929 Monument historique
- Haus aus dem 16. Jahrhundert an der Rue Dessous-les-Remparts, Fassade ist seit 1929 / 1946 Monument historique
- Haus aus dem 16. Jahrhundert an der Rue du Chevalier, seit 1929 Monument historique
- Treppen-Tourelle an der Place du Suchet aus dem 16. Jahrhundert, später am Tor Baume angebaut, seit 1934 Monument historique
- Brunnen an der Place du Marché aus dem 17. Jahrhundert, seit 1938 Monument historique
- Festes Haus im Weiler La Côte aus dem 14./15. Jahrhundert, Erweiterungen in der ersten Hälfte des 16. Jahrhunderts, im 18. und im 19. Jahrhundert
- Reste der Stadtbefestigung aus dem 14. und 15. Jahrhundert
- Zahlreiche weitere Gebäude aus dem Mittelalter und der Renaissance
- Internationales Museum für Boule und Pétanque

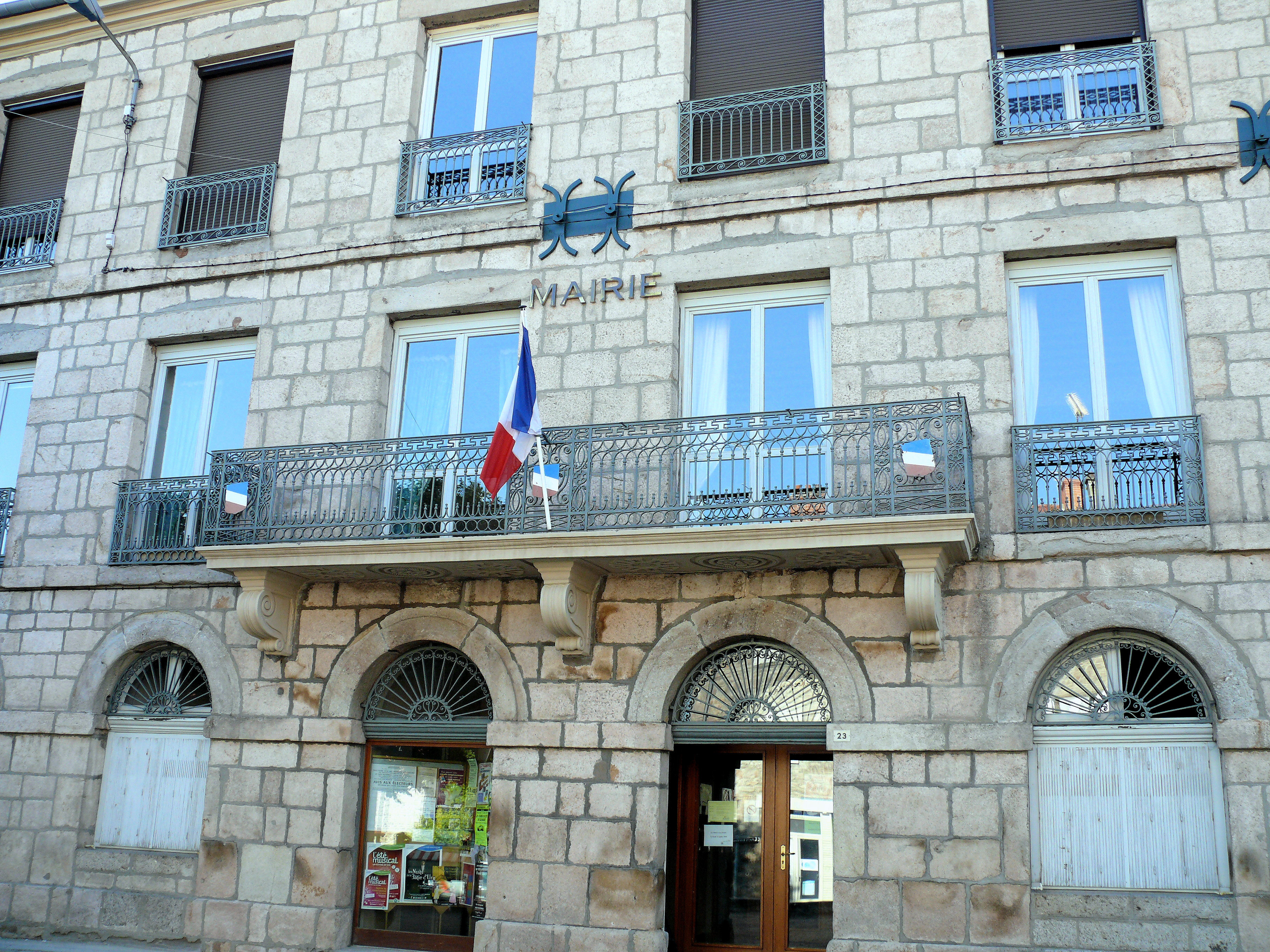
Mairie Saint-Bonnet-le-Château
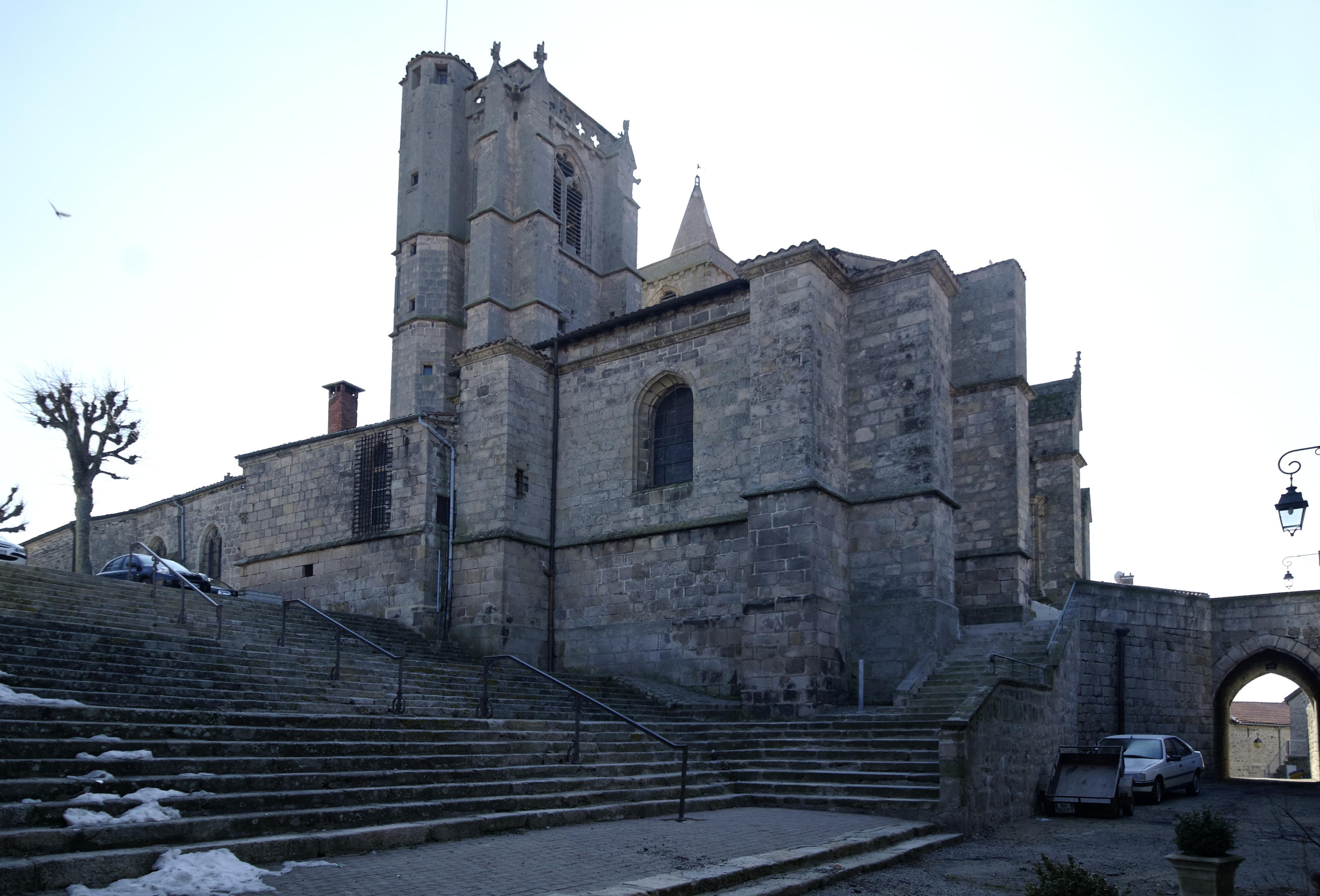
Stiftskapitel
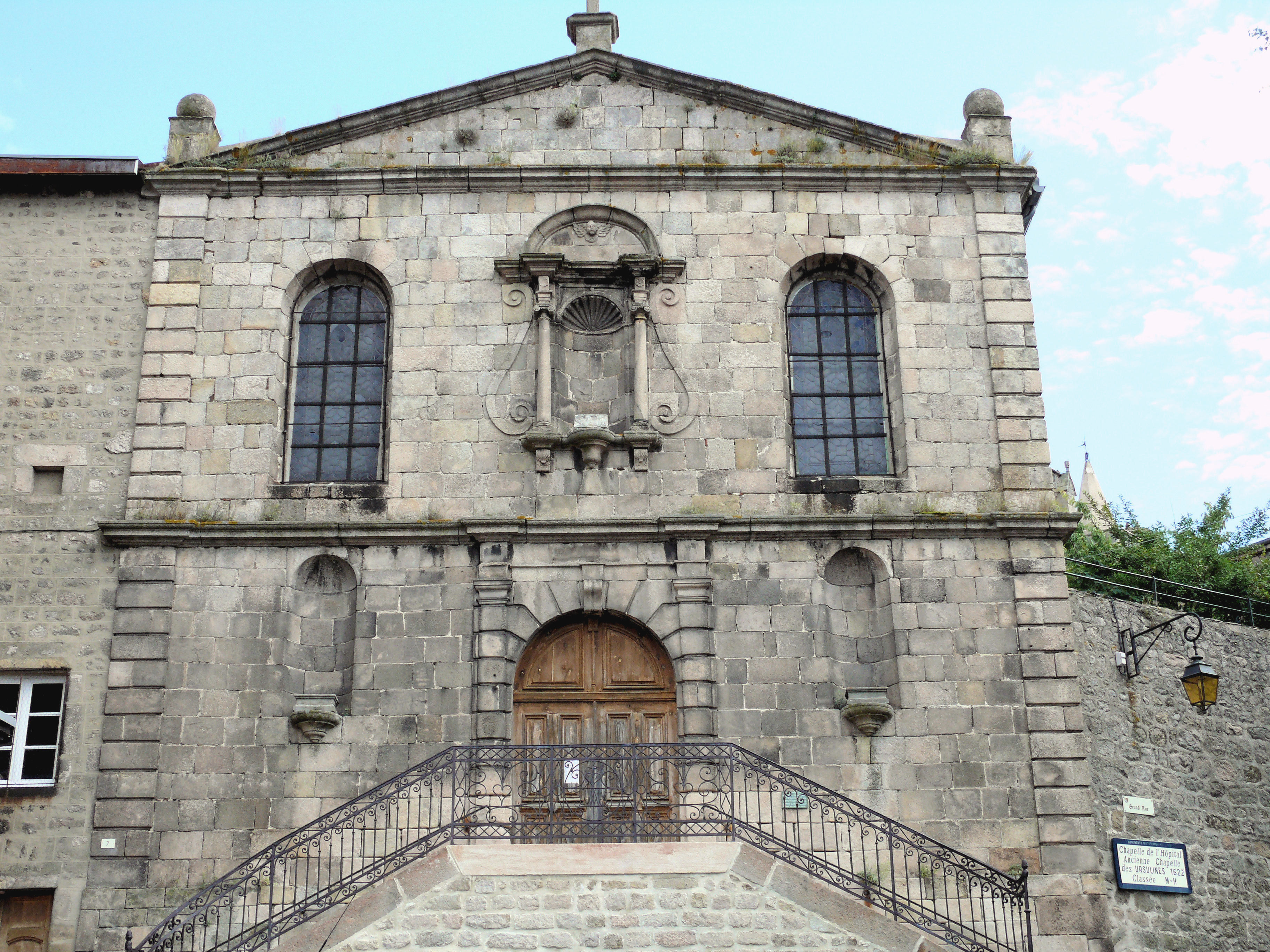
Kapelle der Ursulinen
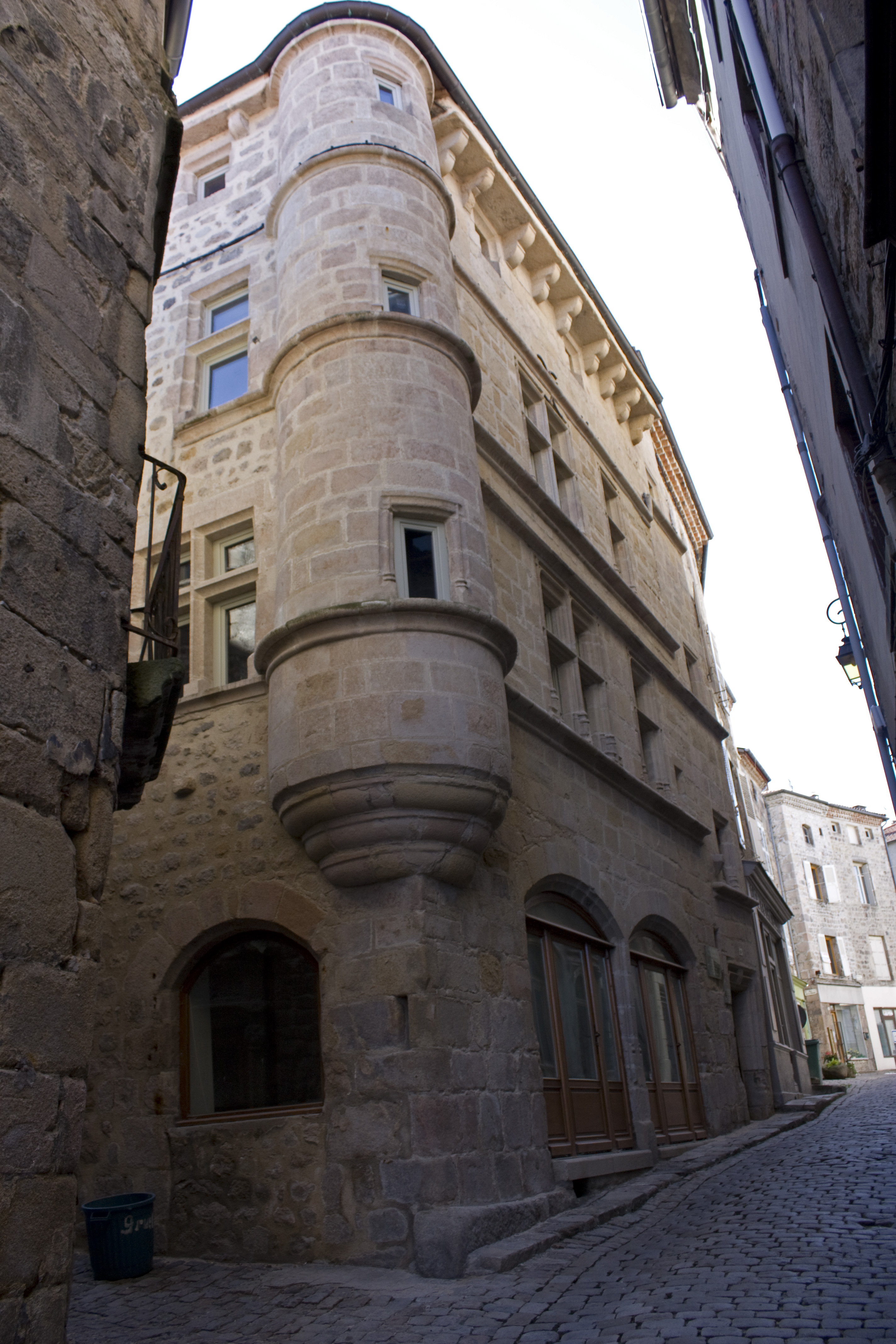
Haus aus dem 16. Jahrhundert an der Rue de la Châtelaine
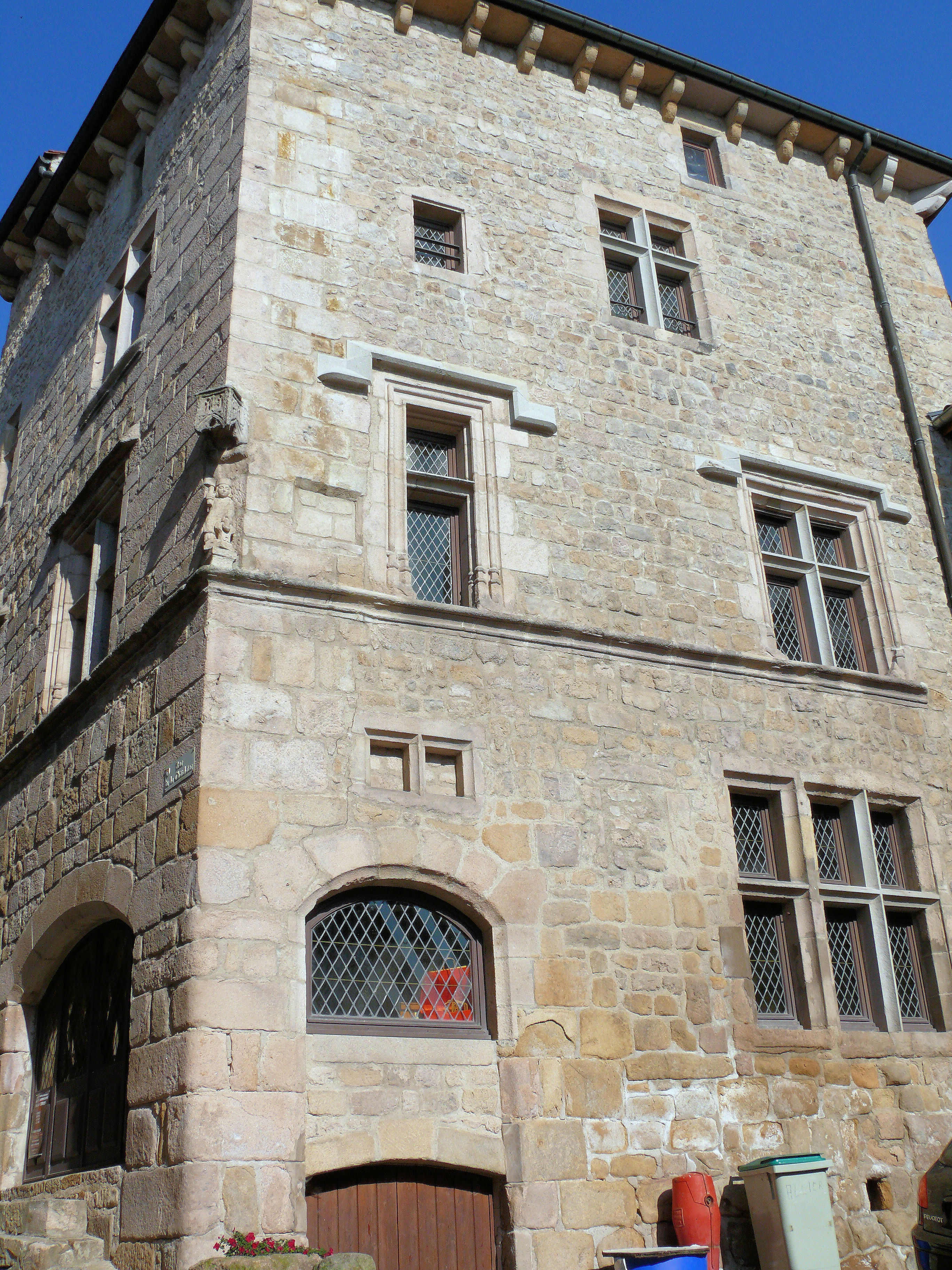
Hôtel d’Epinac
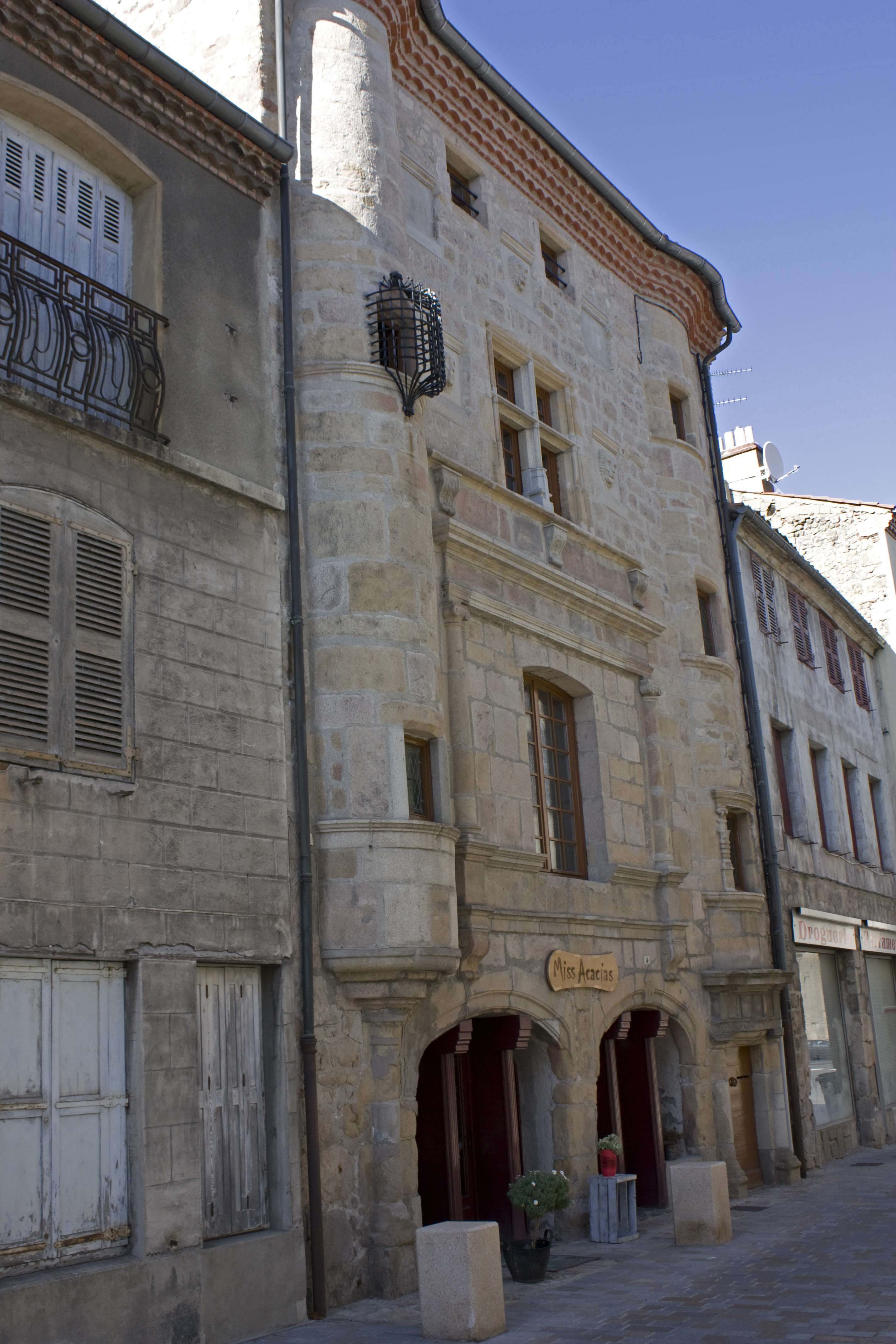
Hôtel Bouchetal
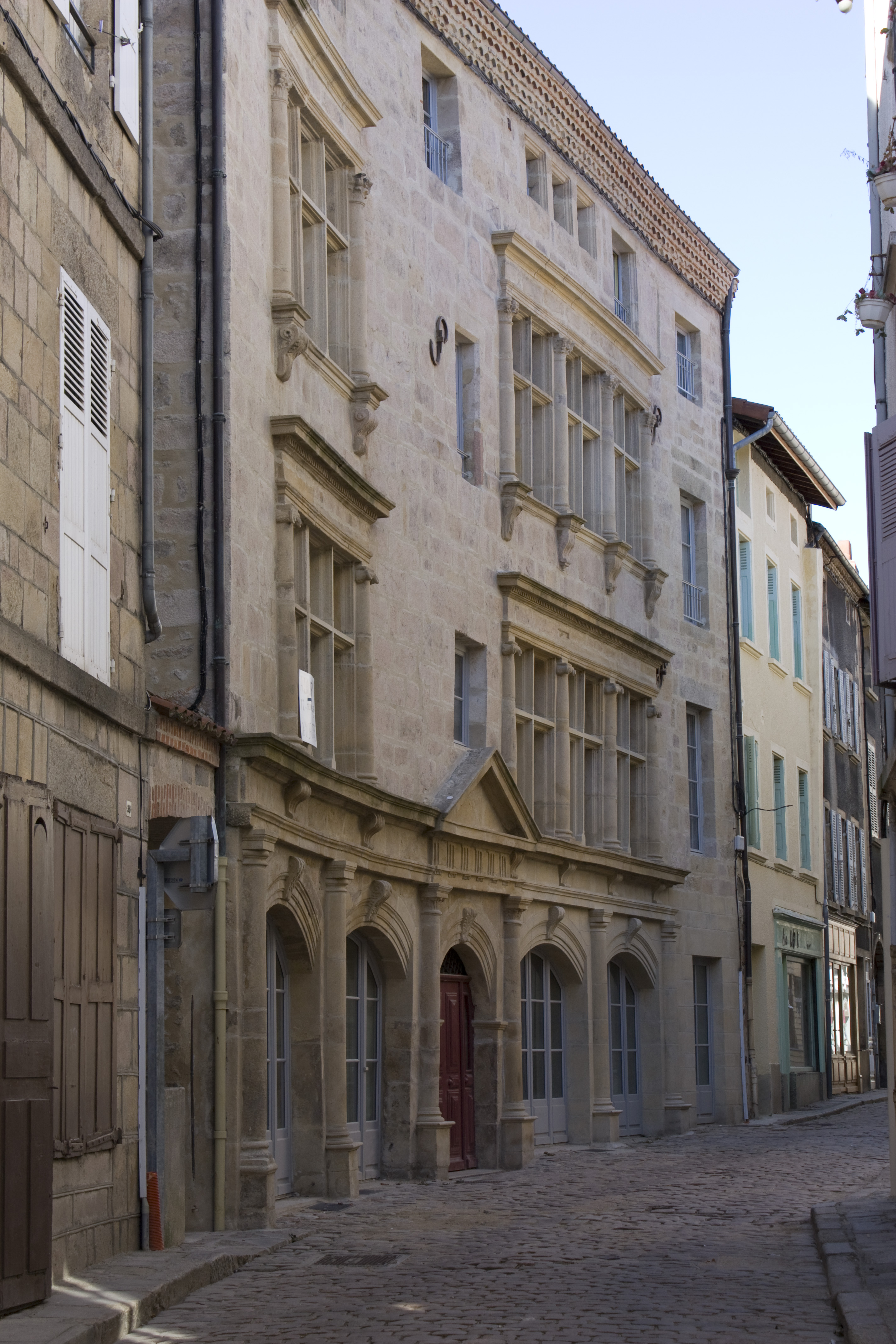
Hôtel de Vinols
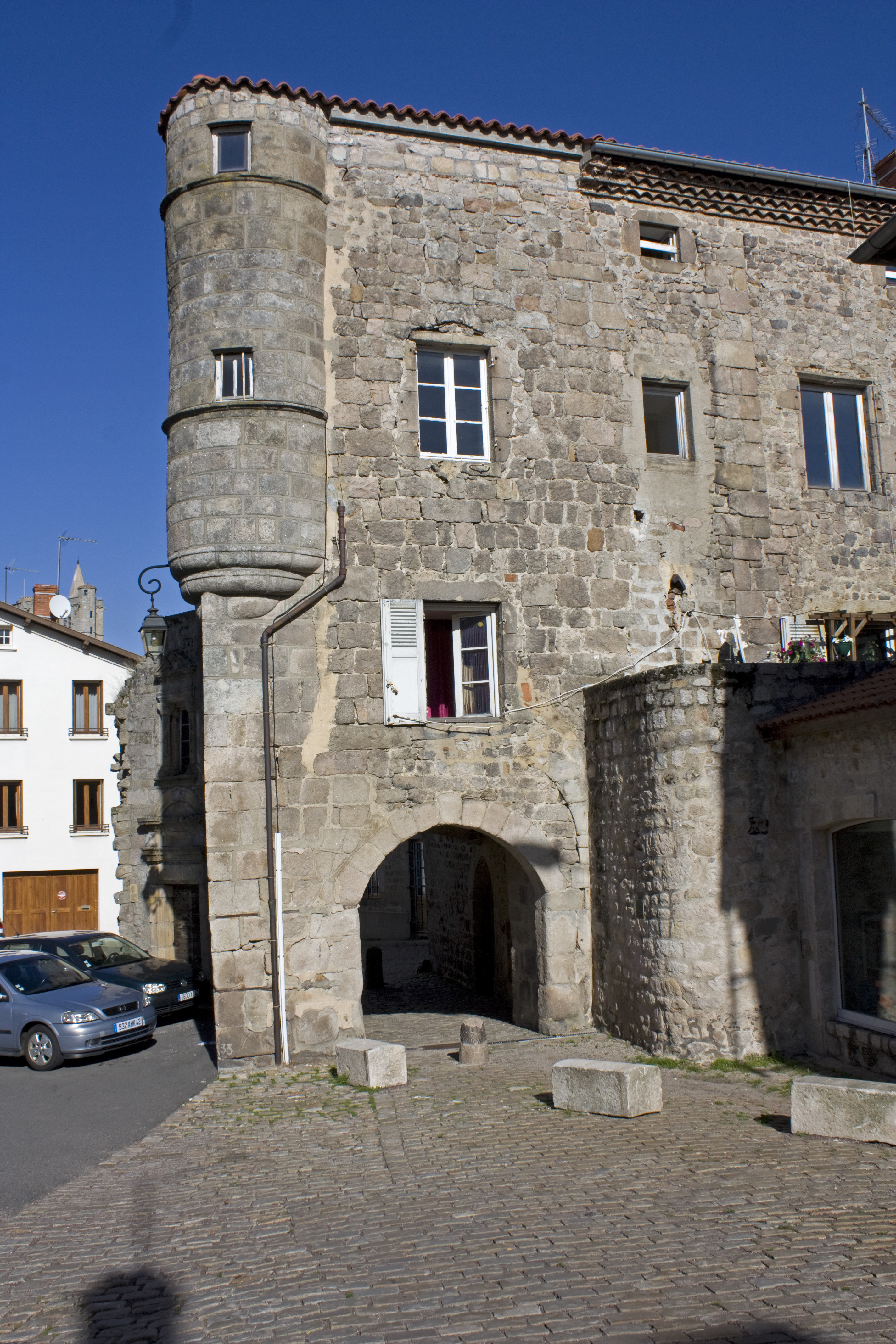
Treppen-Tourelle am Tor Beaume

## Gemeindepartnerschaft
Mit der britischen Gemeinde Bishop’s Waltham in der Grafschaft Hampshire (England) besteht seit 1987 eine Partnerschaft.

## Persönlichkeiten
- François Du Puy (1450–1521), französischer Jurist, Kanoniker, Kartäuser, geboren in Saint-Bonnet-le-Château
- Antoine Du Verdier (1544–1600), französischer Schriftsteller, Bibliograf, Lexikograf und Übersetzer geboren in Saint-Bonnet-le-Château
- Jean-Louis Gagnaire (* 1956), französischer Politiker (Territoires de Progrès), in Saint-Bonnet-le-Château aufgewachsen